# Strabomantis anatipes
Strabomantis anatipes es una especie de anfibio anuro de la familia Craugastoridae.

## Distribución geográfica
Esta especie habita entre los 100 y 1600 m de altitud en la Cordillera Occidental:
- en Ecuador en la provincia de Carchi;
- en Colombia, en los departamentos de Nariño, Cauca y Valle del Cauca.[4]

## Descripción
Los machos miden hasta 33 mm y las hembras hasta 73 mm.

## Etimología
El nombre específico anatipes proviene del latín anas, el pato, y de pes, el pie, en referencia a la palma de los pies de esta especie que le da la apariencia de tener patas de pato.

## Publicación original
- Lynch & Myers, 1983 : Frogs of the fitzingeri group of Eleutherodactylus in eastern Panama and Chocoan South America (Leptodactylidae). Bulletin of the American Museum of Natural History, vol. 175, n.º 5, p. 481-568[5]